# فیتان
فیتان (به انگلیسی: Phytane) یک ترکیب شیمیایی با شناسه پاب‌کم ۱۲۵۲۳ است. شکل ظاهری این ترکیب، مایع شفاف بی‌رنگ است.